# Charging the Mound

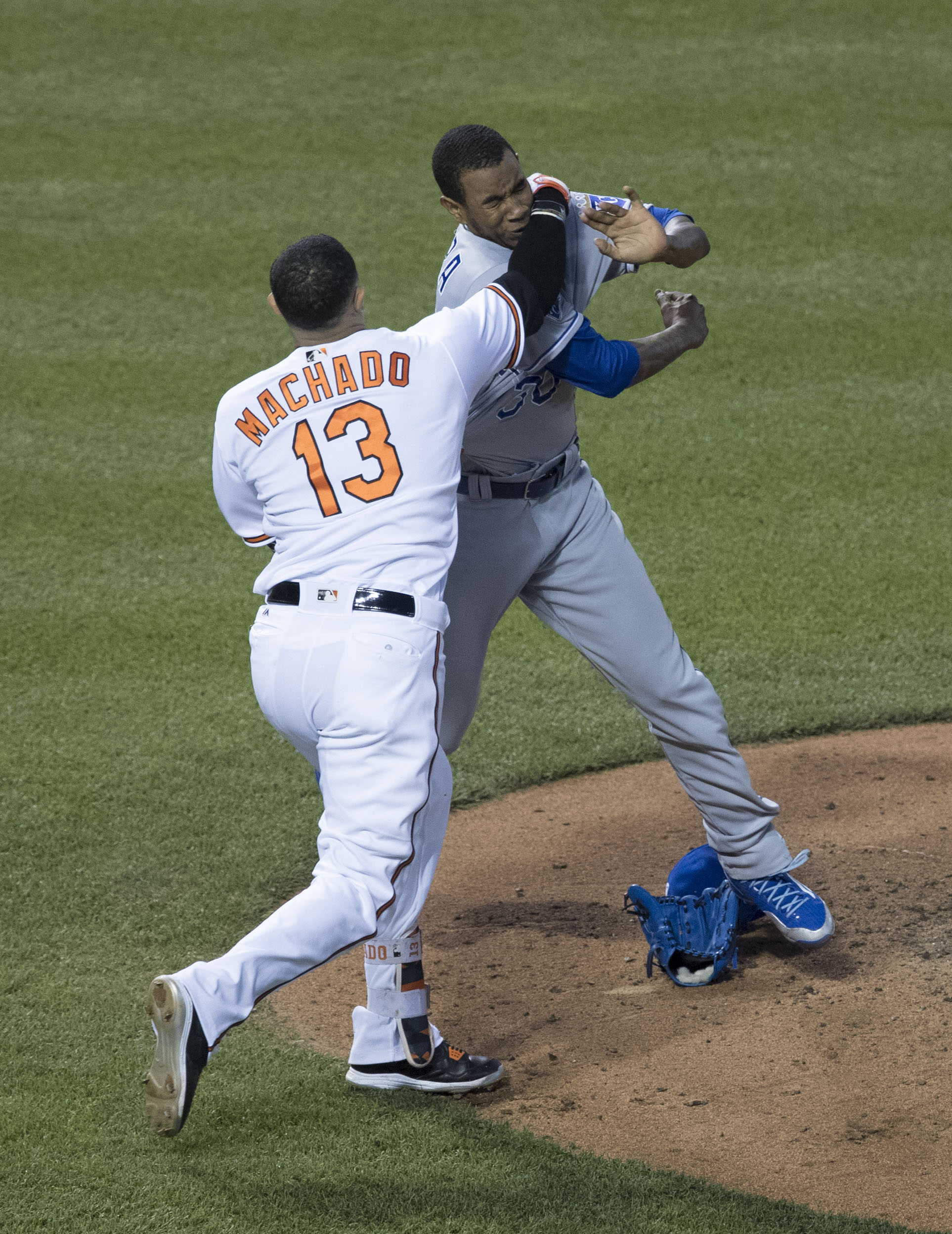
Manny Machado (links) attackiert Yordano Ventura nach einem Hit by Pitch am 7. Juni 2016.

Als Charging the Mound (zu Deutsch etwa Sturm auf den Hügel) wird im Baseball der körperliche Angriff (bzw. der Versuch eines Angriffs) auf den Pitcher durch den Batter bezeichnet, meist als Folge eines Hit by Pitch oder eines Balls, der fast zum Hit by Pitch führt, den der Batter nicht als verunglückten Wurf deutet, sondern als absichtlichen Versuch des Pitchers ihn zu treffen. Da mit einem Hit by Pitch ein nicht unerhebliches Verletzungsrisiko verbunden ist, ist diese Reaktion zwar nachvollziehbar, aber verboten (unsportliches Verhalten, Angriff auf Spieler oder Schiedsrichter; Regeln 9.01(d),9.05(b)).
Die Bezeichnung Charging, also Angriff oder Sturm, leitet sich ab vom englischen charge, was in diesem Fall für einen plötzlichen, für den Gegner oft unerwarteten, Angriff auf etwas oder jemanden steht, in diesem Fall den Pitcher’s Mound und den dort befindlichen Pitcher.
Solche Situation geraten im Allgemeinen innerhalb von kürzester Zeit außer Kontrolle, wobei der Ablauf oft ähnlich ist. Der Catcher, als Mannschaftskamerad des Pitchers, versucht seinen Pitcher zu schützen und nimmt seinerseits die Verfolgung des Batters auf. Die auf der Bank sitzenden Spieler wollen nun ihrerseits eventuelle Unterzahlsituationen ausgleichen und innerhalb von kürzester Zeit ist das gesamte Infield mit beiden Mannschaften belegt, wobei oftmals mehr Beleidigungen als Schläge ausgetauscht werden.
Für gewöhnlich möchte der Schlagmann den Pitcher bei einem Charging the Mound nicht verletzen, sondern reagiert vielmehr spontan auf einen Pitch, der ihn schmerzhaft getroffen hat.
Häufig gehen dem Charging the Mound eine Reihe von Hits by a Pitch voraus, die sich durch gegenseitige „Racheakte“ dann bis zu einer Massenkeilerei hochschaukeln.
In der Geschichte der MLB wurden im Laufe der Zeit die Strafen für solche Situationen deutlich angehoben, seitdem der achte Commissioner der MLB Fay Vincent eine striktere Vorgehensweise einführte.
Heutzutage müssen die Initiatoren eines Charging the Mound häufig mit hohen Geldstrafen und längerfristigen Sperren rechnen.